# Карлик

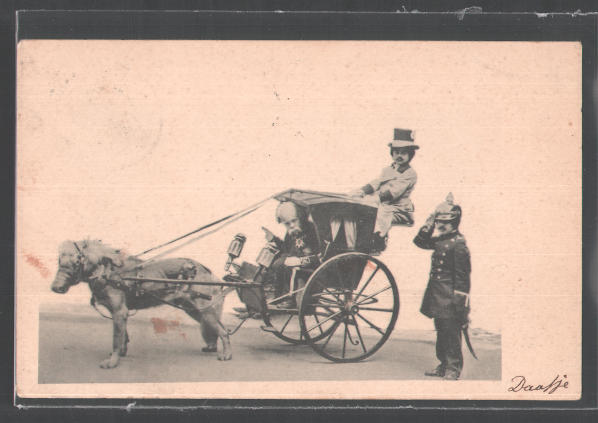
Карлики и макет экипажа с впряжённой собакой

Ка́рликовость, также дварфи́зм или нанизм (от греч. νάνος — карлик), — аномально низкий рост взрослого человека: менее 147 см. Связана с недостатком гормона роста соматотропина или с нарушением его конформации (строения), а также с нарушениями формирования скелета (непропорциональный нанизм).

## Виды нанизма
- Гипофизарный — связанный с большим недостатком гормона роста, вырабатываемого гипофизом.
- Тиреоидный — связанный с недостатком основного гормона щитовидной железы, обычно сопровождается слабоумием.
- Церебральный — патология нейроэндокринной системы.
- Генетически обусловленный — патология на уровне генома; объединяет заболевания хрящевой, костной и других тканей организма. К таким заболеваниям относятся ахондроплазия, синдром Шерешевского — Тёрнера, синдром Робинова, синдром Рассела — Сильвера, синдром Ларона и так далее.

## Физиологические особенности
- Пропорции тела — по сравнению с ребёнком примерно такого же роста отношение размера головы к размеру туловища относительно выше, и руки заметно коротки.
- Преждевременное старение.
- Морщинистость лица.
- Слабый рост бороды и вообще волос на лице и теле.
- Не особенно крепкое здоровье.

## Причины карликовости
За размеры тела организма (и всех его частей) отвечает белковый гормон роста (соматотропный гормон), который образуется в передней части гипофиза. С момента рождения он воздействует на все клетки и ткани организма. Чем больше этого гормона образуется в детском и подростковом периоде, тем быстрее растёт организм и тем выше будет человек во взрослом возрасте. За недостаток гормона роста отвечает генетическая мутация, получившая название MIM 601898.

К генетически обусловленным видам карликовости также относится мезомелическая карликовость, возникающая на почве мезомелических дисплазий, разновидности пороков развития, характеризующихся укорочением средних сегментов (то есть мезомелия). 

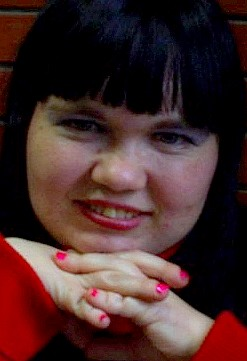
Фотопортрет женщины-карлика с генетически обусловленным синдромом «мезомелической карликовости»

 К мезомелии относится также остеохондродисплазия, объединяющая целую группу наследственных генетических синдромов, вызванных нарушением эмбрионального развития костно-хрящевой системы и сопровождающихся системным поражением скелета.
Согласно Международной номенклатуре наследственных заболеваний костей (Париж, 1983), к остеохондродисплазиям относят: нарушения роста длинных костей и позвоночника, нарушения развития хряща и фиброзного компонента скелета, изменения толщины коркового слоя и моделирования метафизов.

## Исторические заметки

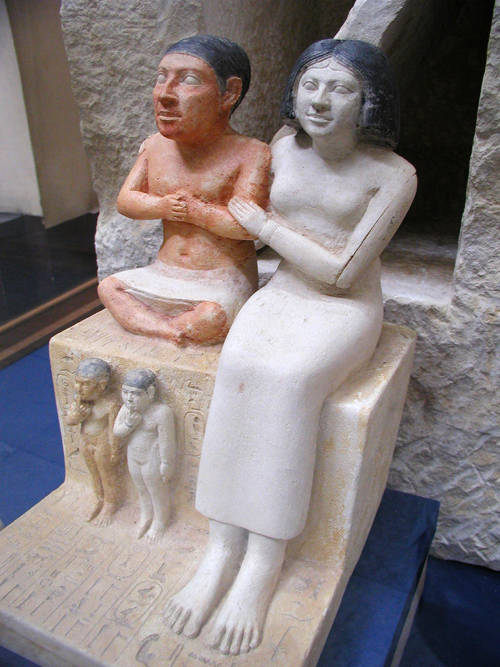
Древнеегипетский придворный Сенеб и его семья (ок. 2475 год до н. э.)

Многие историки описывают карликов при дворах вельмож. Согласно Плинию, у Юлии, племянницы Августа, в услужении был карлик ростом около 60 см. Варрон пишет о двух римских воинах ростом около 90 см. Карликов держали для забавы при королевских дворах в Западной Европе. Они были у таких монархов, как Карл V, Екатерина Медичи, Пётр I, Анна Иоанновна и Екатерина II.

## Карлики в настоящее время
До недавнего времени самым невысоким человеком в мире считался 20-летний Хэ Пинпин из Внутренней Монголии. Его рост составлял 75 см, вес — 7 кг. Однако этот факт оспаривался уроженцем Непала по имени Хагендра Тапа Магар, рост которого составлял 67,08 см. 15 марта 2010 Хэ Пинпин неожиданно скончался, после того как почувствовал острую боль в груди, которая, по всей вероятности, была связана с болезнью сердца.
14 октября 2010 года Хагендра Тапа Магар  был занесён в Книгу рекордов Гиннесса как самый маленький взрослый человек в мире.

## Лечение
Инъекции соматропина под наблюдением врача, лечение продолжают до закрытия зон роста костей, возможно прекращение лечения при достижении желаемого роста.
Аппарат Илизарова.